# تیسرند ۳۶۶۳
سیارک ۳۶۶۳ (به انگلیسی: 3663 Tisserand، نامگذاری:1985GK1) سه هزار و ششصد و شصت و سومین سیارک کشف شده‌است که در ۱۵ آوریل ۱۹۸۵ کشف شد.
قدر مطلق سیارک برابر ۱۲٫۵۰ است.